# Villa La Rafale
La villa La Rafale est une villa située au Touquet-Paris-Plage dans le département du Pas-de-Calais en France. Les façades et les toitures de la villa font l’objet d’une inscription au titre des monuments historiques depuis le 12 mai 1997.

## Localisation
Cette villa est sise à l'angle du no 5 de l'avenue Louis-Hubert et du no 16 de la rue des Dunes.

## Construction
Cette villa a été construite en 1894 sur les plans de l'architecte Louis Marie Cordonnier pour lui-même. Il voulait en faire sa résidence d'été, mais il la revendra en 1900 au décès de son épouse puis il participera à la création de la station d'Hardelot. Cette villa est aujourd'hui aménagée en appartements. L'une des premières villas construites au Touquet, elle associe les styles anglo-normand, germanique et hollandais.

## Pour approfondir

### Ouvrages
- Patricia Crespo, Le Touquet, les noms de nos villas racontent..., avril 1993 (ISBN 2-9507571-0-3)

1. ↑  p. 24

- Édith et Yves De Gueeter, Images du Touquet-Paris-Plage, juin 1987

1. ↑  p. 31

### Autres sources
1. ↑  « Villa La Rafale », notice no PA62000017, sur la plateforme ouverte du patrimoine, base Mérimée, ministère français de la Culture.